# Dragon Quest Swords: The Masked Queen and the Tower of Mirrors
Dragon Quest Swords: The Masked Queen and the Tower of Mirrors (ドラゴンクエストソード 仮面の女王と鏡の塔, Doragon Kuesto Sōdo: Kamen no Joō to Kagami no Tō) é um jogo de aventura em primeira pessoa, desenvolvido pela Square Enix, sendo exclusivo para o console Wii da Nintendo.

## História
Cinco anos se passaram desde que o Deathbringer foi derrotado e o reino de Avalonia celebra alegremente o que parecia ser para sempre uma era de paz. No entanto, um olhar mais de perto revela que algumas coisas ainda não foram resolvidas.
Uma lenda diz que uma torre ancestral pode existir em algum lugar do mundo. Como um herói destinado à grandeza, você viajará em busca de uma resposta para alguns mistérios. Empunhando uma espada e seu escudo, enfrentará alguns dos mais ferozes inimigos como nos grandes clássicos da série. Torne-se um guerreiro e traga de volta a paz e a ordem de Avalonia.

## Sistema de Batalha
Dragon Quest Swords utiliza o sistema de batalha em primeira pessoa. No entanto, ao invês de usar o Wii Remote como se estivesse segurando uma arma de fogo, o Dragon Quest Swords usa a função do controle para lhe dar a sensação de estar empunhando uma espada e um escudo.
A direção do corte da espada depende da direção em que o jogador movimenta o Wii Remote. Já para se defender dos ataques, o jogador usa o botão B com o wiimote na vertical. O jogo possui também sistema de magias, utilizando também os movimentos do wiimote.

## Ataques Especiais
Os ataques especiais, chamados de "master stroke", podem apenas ser utilizados uma única vez, que é quando a barra de ataque especial fica cheia. O medidor de porcentagem enche a cada ataque realizado nos inimigos, quando você acerta os projéteis que lhe são jogados ou quando você bloqueia os ataques.
Existem ataques especiais, e seus grupos distintos são: gelo, fogo, luz, sombra e generalista. Cada grupo possui uma cor distinta.
No entanto, os ataques generalistas e os ataques de seus aliados podem ser parecidos.
Outros ataques especiais podem ser aprendidos ao forjar ou obter novas espadas.

## Aliados
Ao fazer aliados (com Anlace, Fleurette ou Claymore) eles podem lançar magias durante as batalhas, porém apenas um pode acompanhá-lo. O jogador também possui a possibilidade de configurar a freqüência que eles podem usar suas magias ou usá-las em modo manual, chamando assim um menu.

## Outras Informações
Não sendo as batalhas aleatórias, os monstros sempre apareceram na mesma ordem, e no mesmo lugar.
O jogo possui 8 itens medicinais, além de 8 itens para forjar sua espada, sendo que 2 são especiais. Estes itens de forja são necessários para que você possa fazer upgrades (melhorias) na espada do seu herói.

## Minigames
Dragon Quest Swords inclui alguns minigames. Eles podem ser jogados sozinhos ou em um grupo de até três pessoas.

## Audio
A trilha sonora foi lançada em 22 de Agosto, de 2007, composta por Manami Matsumae.

## Vendas
O jogo vendeu 305.000 mil unidades no Japão na primeira semana, de acordo com o grupo Media Create.

## Preço
No Canadá o Dragon Quest Swords pode ser adquirido por apenas $39,99 dólar canadense. Enquanto no Brasil o mesmo jogo pode ser encontrado por R$199,00 reais.